# 都安ヤオ族自治県
都安ヤオ族自治県（とあん-ヤオぞく-じちけん）は中華人民共和国広西チワン族自治区河池市に位置するヤオ族自治県。

## 行政区画
- 鎮:安陽鎮、高嶺鎮、地蘇鎮、下坳鎮、拉烈鎮、百旺鎮、澄江鎮、大興鎮、拉仁鎮、永安鎮
- 郷:東廟郷、隆福郷、保安郷、板嶺郷、三隻羊郷、竜湾郷、菁盛郷、加貴郷、九渡郷

## 交通

### 鉄道
- 中国国家鉄路集団
  - 貴南旅客専用線（中国語版）

（貴陽方面）- 永安鎮駅 - 都安駅 -（南寧方面）